# Быстряги (Кировская область)
Быстряги — посёлок в Оричевском районе Кировской области. Входит в состав Мирнинского городского поселения.

## География
Находится в центральной части Кировской области, в подзоне южной тайги, при железнодорожной ветке Горьковской железной дороги.

### Географическое положение
• д. Ряби — 250 м
• д. Тарасовы — 800 м
• д. Берёзкины — 3,4 км
• д. Новожилы — 4 км
• п. Мирный — 6 км
• п. Оричи — 25 км
• г. Котельнич — 28 км
• г. Киров — 87 км
До п. Мирный, п. Оричи, г. Котельнич, г. Киров расстояние указано по железной дороге. До остальных пунктов — по грунтовой или автомобильной дороге.

### Климат
Климат характеризуется как континентальный, умеренно холодный. Среднегодовая температура — 1,6 °C. Средняя температура воздуха самого холодного месяца (января) составляет −14,3 °C (абсолютный минимум — −45 °С); самого тёплого месяца (июля) — 17,8 °C (абсолютный максимум — 37 °С). Безморозный период длится в течение 114—122 дней. Годовое количество атмосферных осадков — 500—550 мм, из которых около 70 % выпадает в тёплый период. Снежный покров устанавливается в середине ноября и держится 160—170 дней.

## История
Посёлок основан в 1905 году. До 1970-х годов имел статус деревни.

## Население
| 2010 |
| ---- |
| 116  |

Согласно Всероссийской переписи населения 2010 года на территории поселка зарегистрировано 116 человек, из них: мужчин — 54, женщин — 62.

## Инфраструктура
Имелся продовольственный магазин Оричевского РАЙПО. На 2022 год магазин уже не функционирует. На 2022 год работающие магазины в поселке отсутствуют. Имеется медицинский пункт (на ул. Советской, заново построен в 2015 году). Есть водопровод, в 2016 году старые железные трубы заменены на современные пластиковые.
До середины 1990-х годов существовал филиал мебельной фабрики «Оричанка» (на ул. Привокзальной) с главным и вспомогательными корпусами, столовой и баней, ходила специальная электричка Киров — Быстряги — Киров. После пожара фабрика была заброшена. На конец 2016 года разобрана до основания.
До середины 2015 года работало почтовое отделение.
Все улицы в поселке имеют грунтовое покрытие.

## Транспорт
Территорию поселки на две неравные части разделяет Горьковская железная дорога Трассибирской магистрали. Есть одноимённая железнодорожная станция Быстряги Кировского отделения Горьковской железной дороги.
Во время учебного года ходит школьный автобус для доставки учеников в посёлок Мирный.

## Фотогалерея

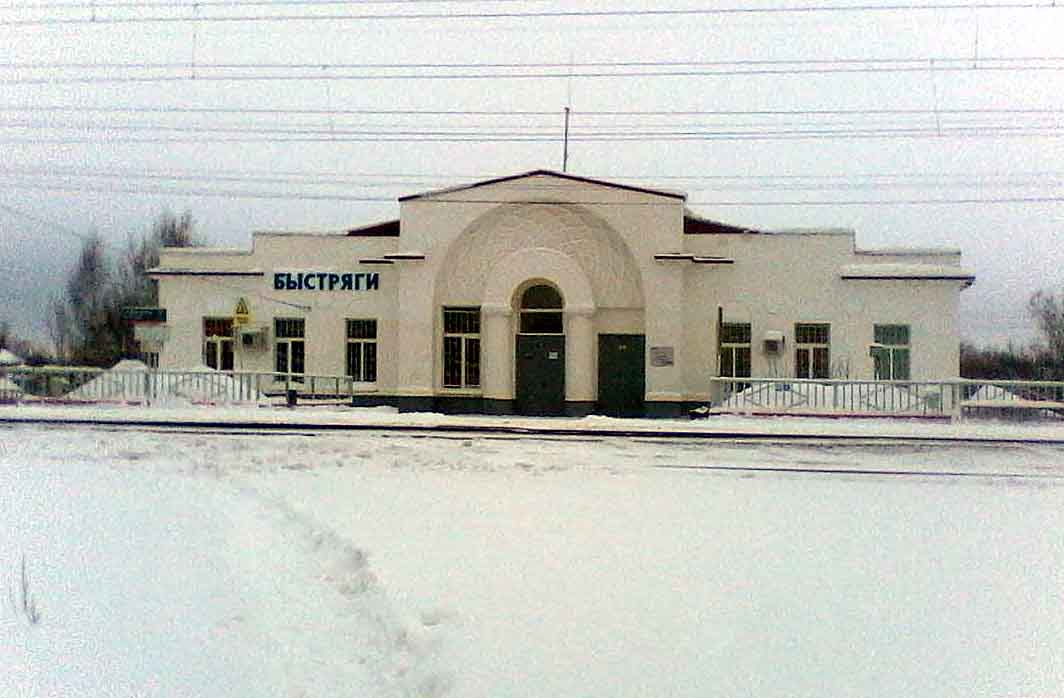
Центральный фасад вокзала
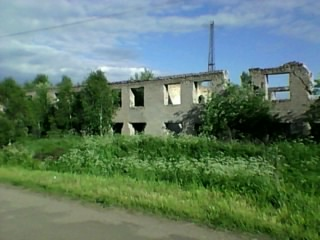
Развалины бывшей мебельной фабрики
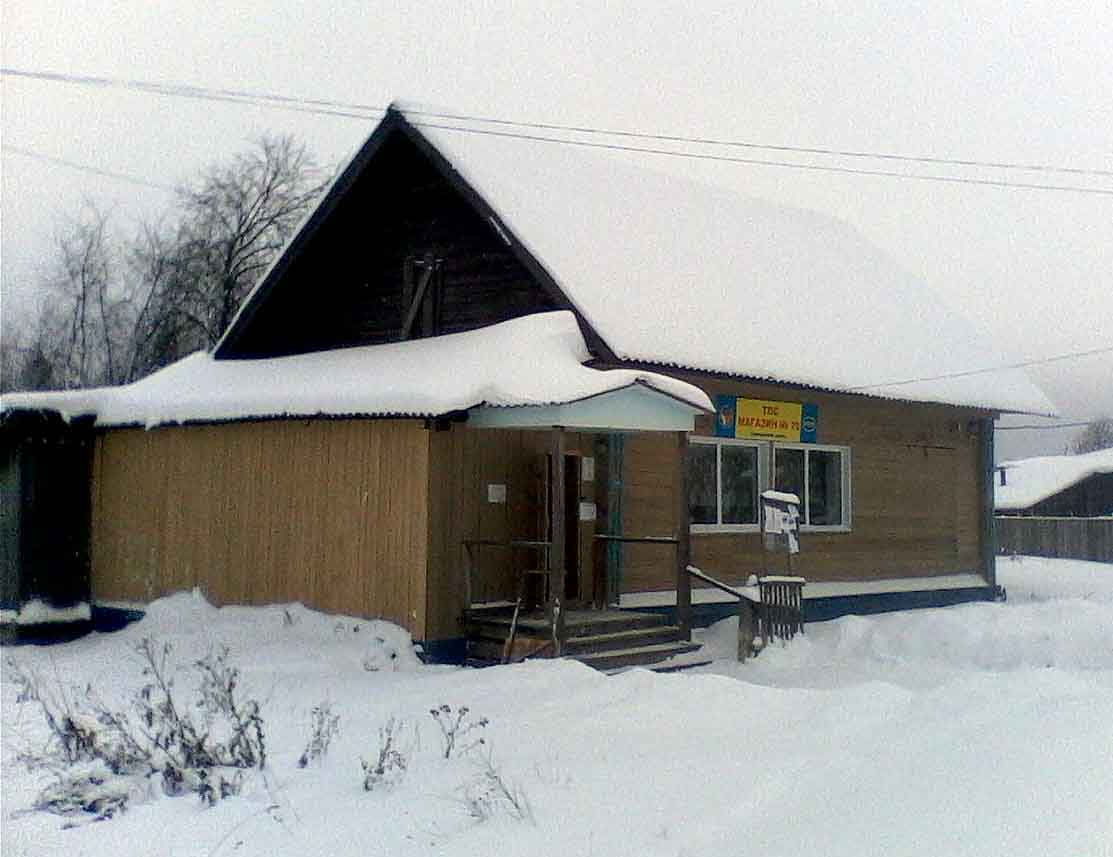
Магазин № 70 рядом с вокзалом
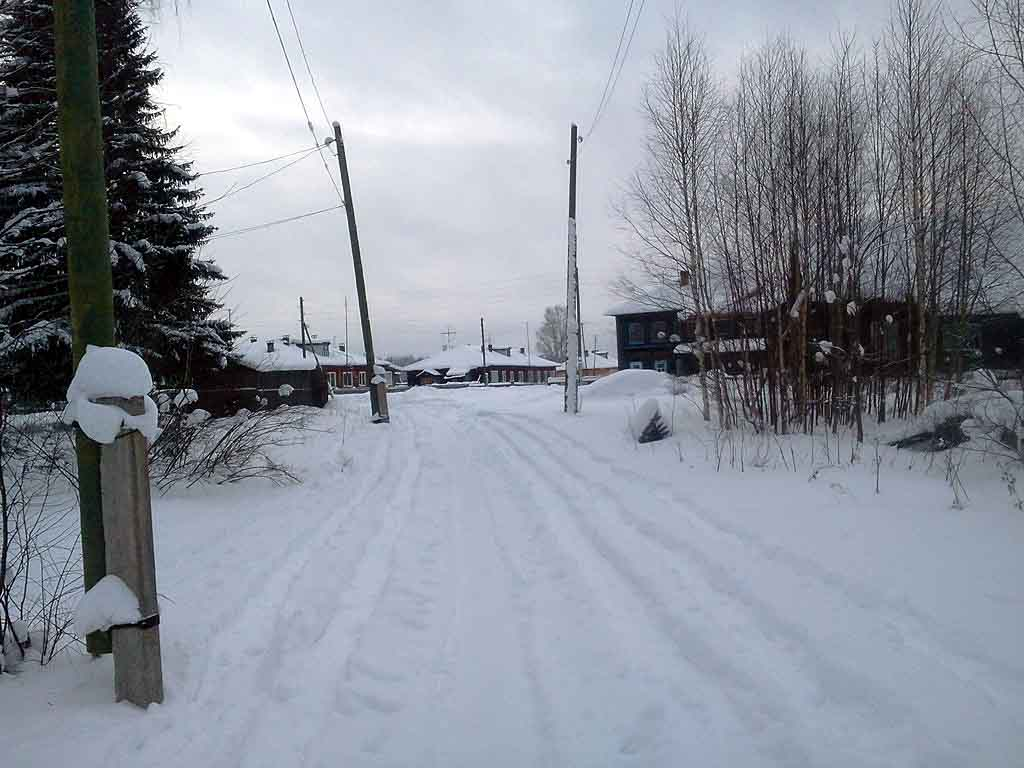
Начало улицы Советской
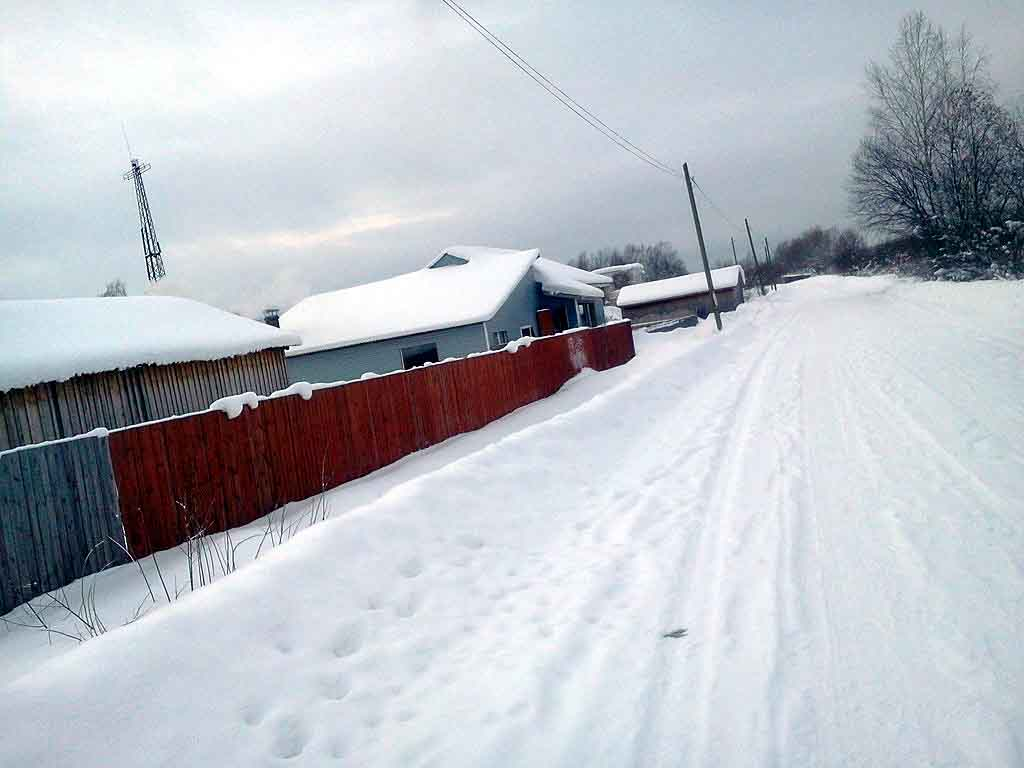
ул. Привокзальная
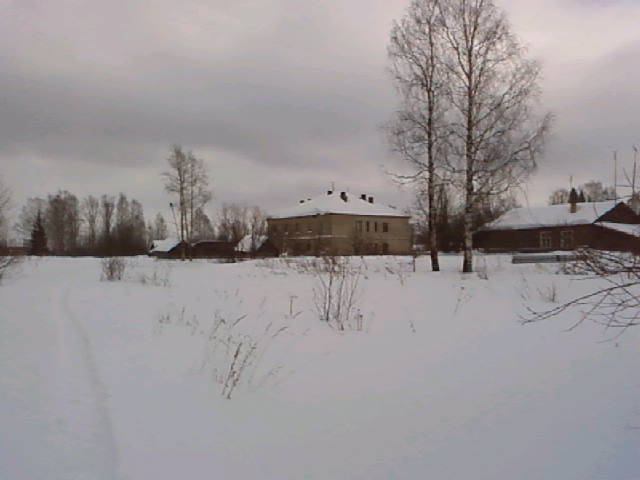
Один из двух каменных домов
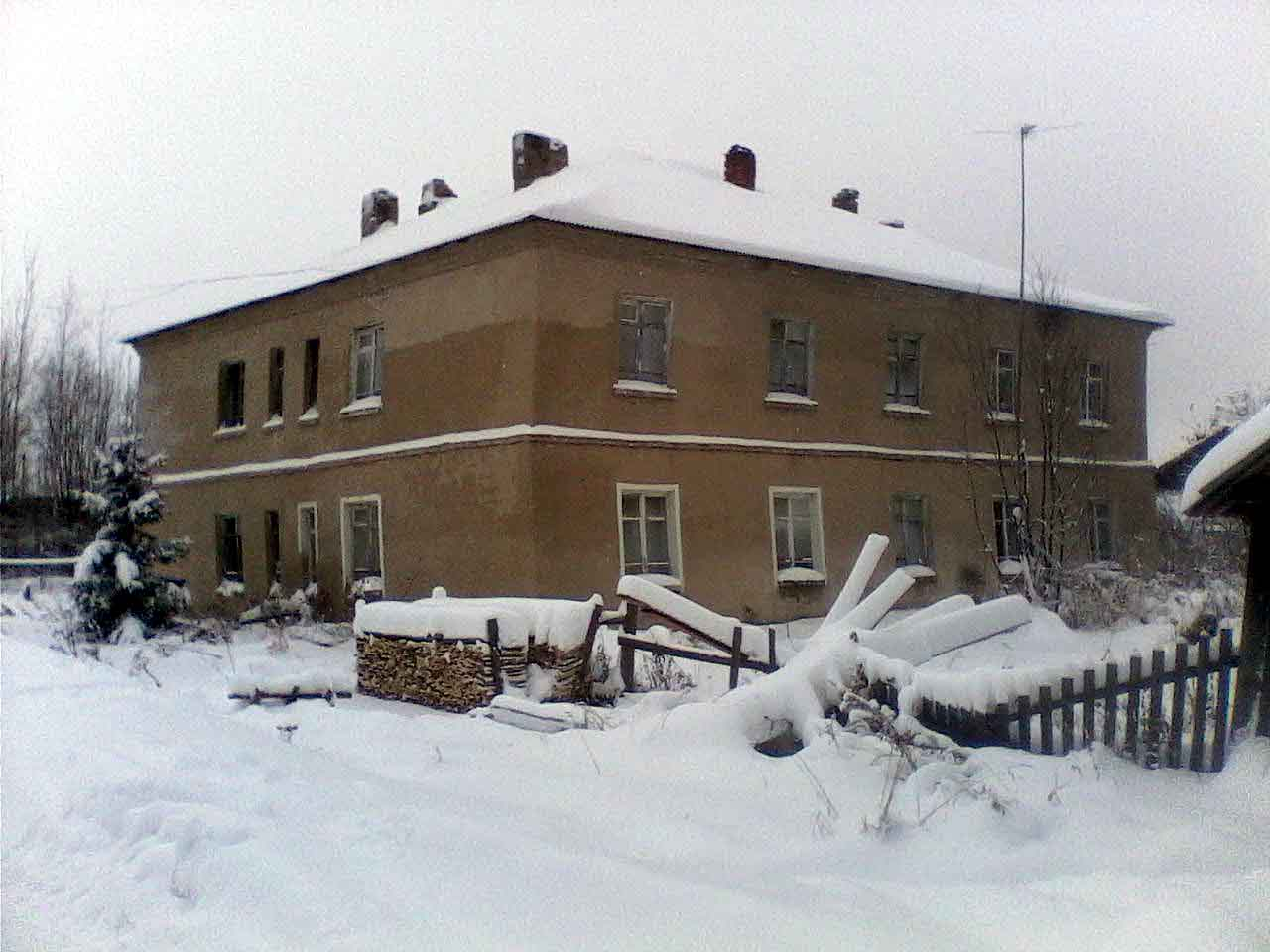
Каменный 2-этажный дом
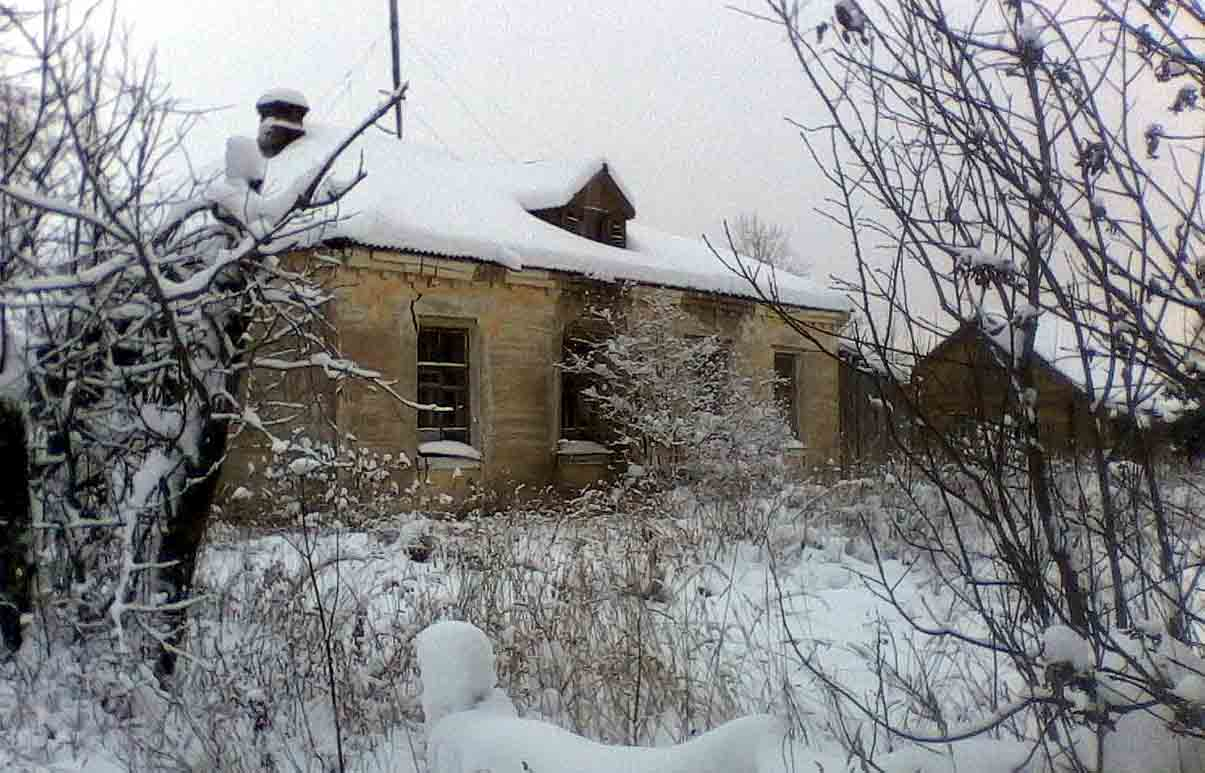
Второй каменный дом. Ул.Лесная
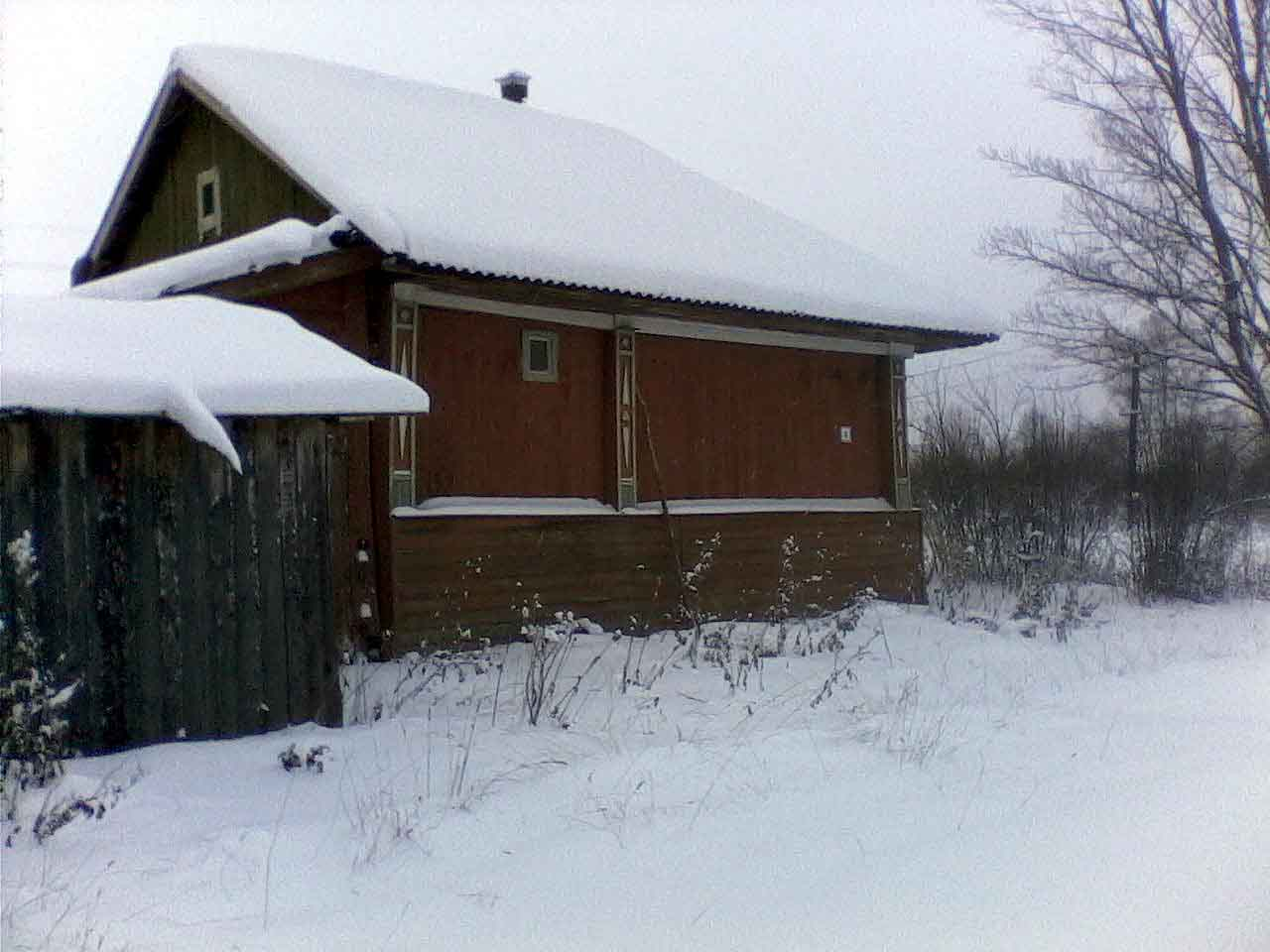
Заброшенный дом по ул.Лесной
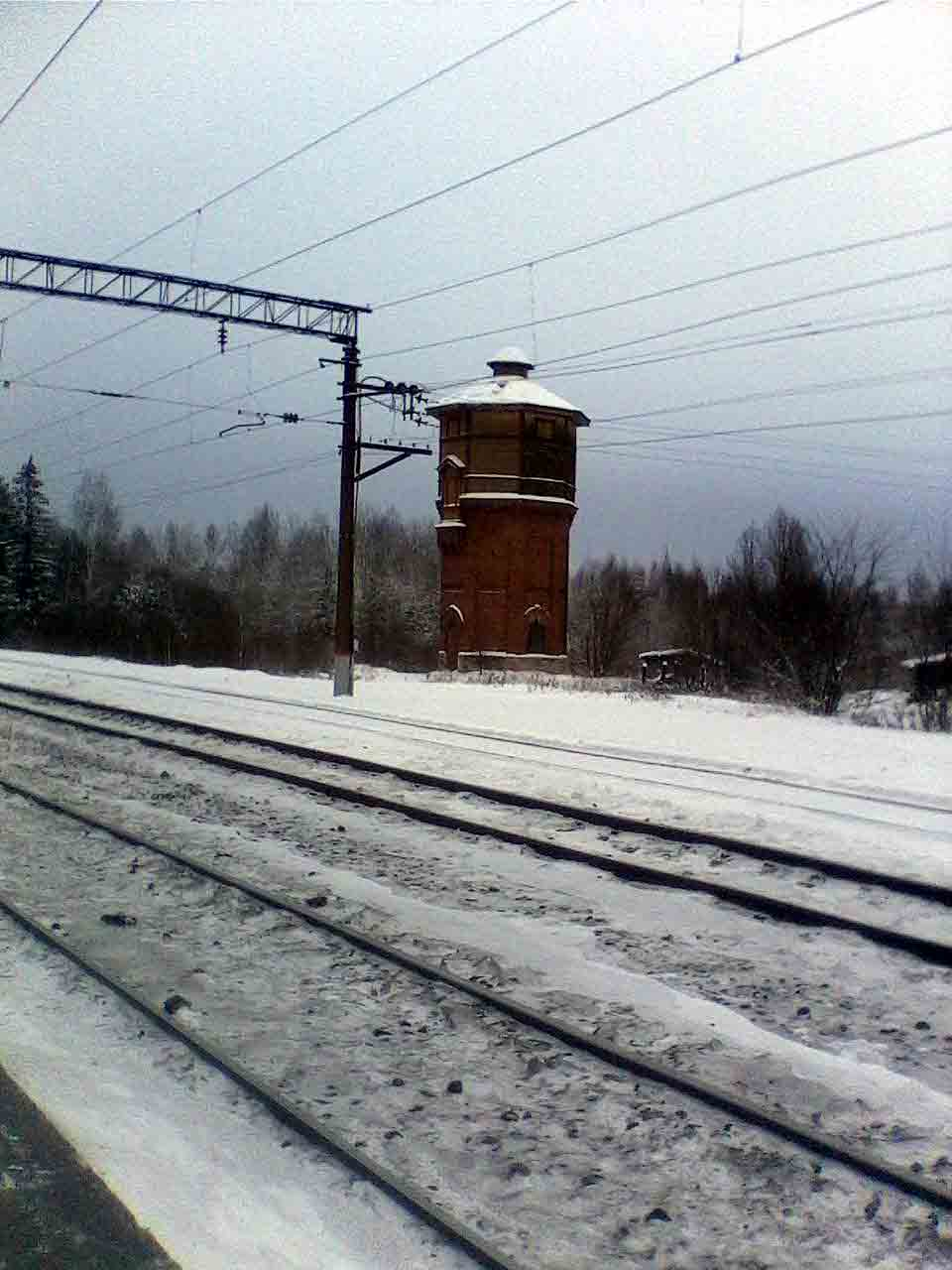
Водонапорная башня около вокзала
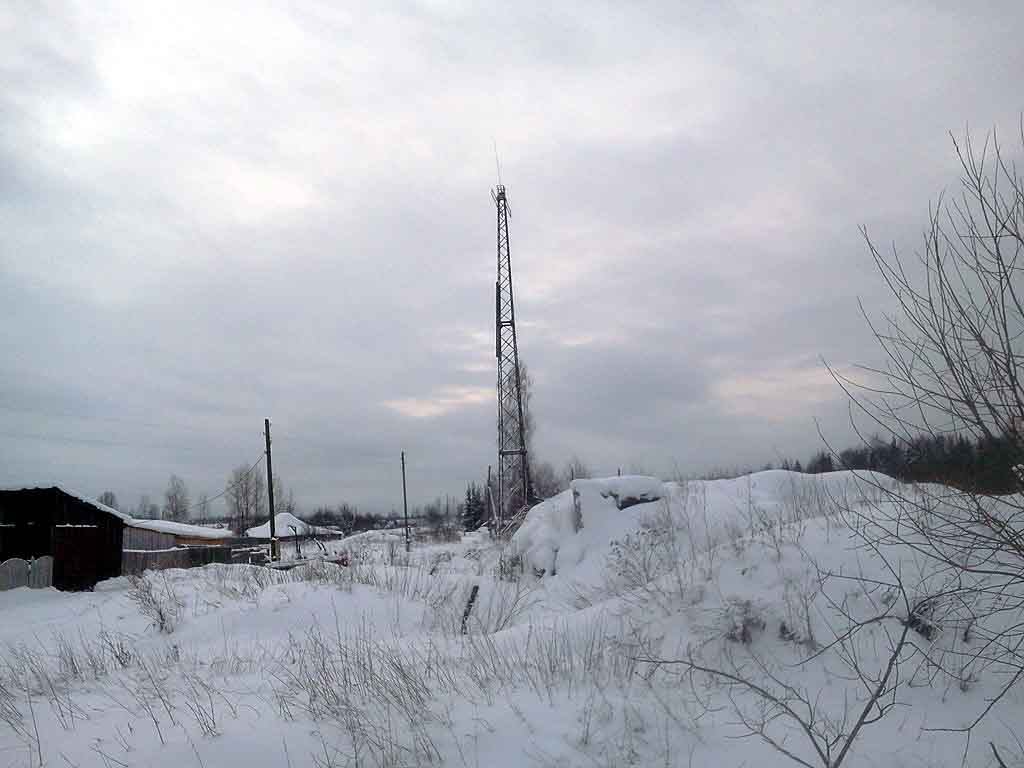
Мачта громоотвода
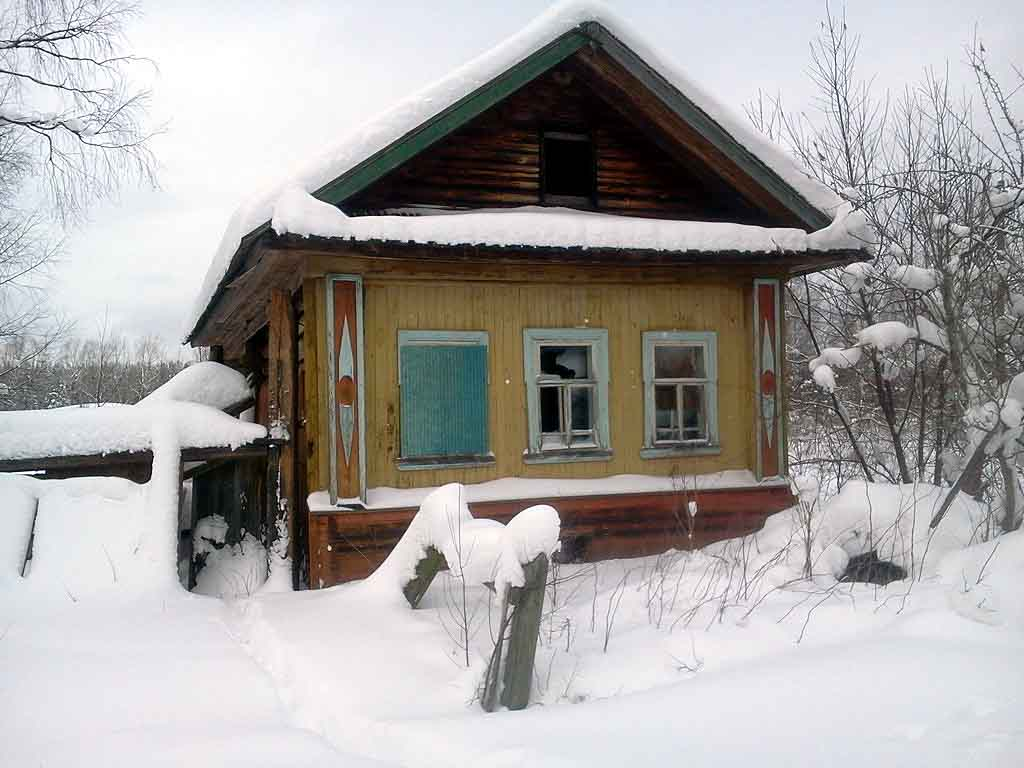
Заброшенный дом по ул. Советской